# День юриста
День юриста — профессиональный праздник юристов, независимо от сферы их профессиональной деятельности.

## Россия
В России День юриста отмечается 3 декабря. 
Праздник был установлен в 2008 году Указом Президента Российской Федерации от 4 февраля 2008 года № 130 «Об установлении Дня юриста». До него в России не было единого общего праздника для юристов. Существовали лишь праздники для отдельных категорий юристов.
По одной из версий, дата 3 декабря была выбрана, так как в пятницу 20 ноября по старому стилю (то есть 3 декабря по новому стилю) в 1864 г. в России была принята серия судебных уставов и других законодательных актов, ставших основой судебной реформы, и именно этот день вплоть до 1917 г. считали своим профессиональным праздником российские юристы. Дата 3 декабря, названная в Указе Президента РФ от 4 февраля 2008 года № 130 «Об установлении Дня юриста» и повторенная в Законе Санкт-Петербурга от 12 октября 2005 года № 555-78 «О праздниках и памятных датах в Санкт-Петербурге», пункт 43.1 Приложения к Закону, в редакции Закона Санкт-Петербурга от 5 октября 2009 года № 427-83, — не совпадает с датой Указа Императора Александра II Правительствующему Сенату от 20 ноября (3 декабря по новому стилю) 1864 года.
С 2009 года в День юриста осуществляется присуждение высшей юридической премии России «Юрист года».

### Праздники и памятные дни отдельных категорий юристов
- 12 января — День работника прокуратуры Российской Федерации.
- 29 марта — День специалиста юридической службы в Вооружённых Силах Российской Федерации.
- 6 апреля — День работника следственных органов органов внутренних дел Российской Федерации.
- 26 апреля — День нотариата[2].
- 19 мая — День Святого Ива Кермартенского (Иво Хелори), покровителя юристов, нотариусов и адвокатов.
- 31 мая — День российской адвокатуры.
- 14 июня — День работников миграционной службы России.
- 5 июля — День подразделений правового обеспечения войск национальной гвардии Российской Федерации.
- 19 июля — День юридической службы министерства внутренних дел Российской Федерации.
- 19 июля  — День юридической службы УИС.
- 25 июля — День сотрудника органов следствия России (Следственный комитет Российской Федерации).
- 1 ноября — День судебного пристава.

## Республика Беларусь
В Республике Беларусь день юриста отмечается ежегодно в первое воскресенье декабря в соответствии с Указом Президента Республики Беларусь от 26 марта 1998 года № 157 «О государственных праздниках, праздничных днях и памятных датах в Республике Беларусь».

## Казахстан
В Казахстане День работников органов юстиции отмечается 30 сентября. В Казахстане этот праздник был официально утвержден Указом Президента Республики Казахстан 28 августа 2012 года. Помимо этого, отмечаются также День адвокатуры, День нотариата, День прокуратуры, День судьи и работника суда.

## Киргизия
В Киргизии день юриста отмечается в последнее воскресенье июня. Праздник установлен в 1993 году.

## Молдавия
День юриста празднуется 19 октября.

## Украина
День юриста отмечается 8 октября. Праздник установлен Указом Президента Украины в 1997 году. Помимо этого, на Украине отмечается также День адвокатуры и День нотариата.

## Частично признанные государства бывшего СССР
- 2 ноября - день юриста Южной Осетии.
- 3 декабря - день юриста в Приднестровье.

## Аналогичные праздники

### Соединённые Штаты Америки
В США не существует дня юриста. Вместо этого есть праздник День права (англ. Law Day). Праздник был установлен президентом США Дуайтом Эйзенхауэром в 1958 году. Отмечается 1 мая. Этот день во многих странах отмечается как день весны и труда (в США также есть отдельный праздник день труда), но из-за того, что торжества по поводу дня труда воспринимались как коммунистические, 1 мая в США помимо дня труда отмечается день права и день лояльности.